# フリヒリアーナ
フリヒリアーナ（スペイン語: Frigiliana）は、スペイン南部アンダルシア州マラガ県のムニシピオ。9世紀頃ムーア人が築いたとみられる。フリヒリアナとも表記される。県庁所在地マラガの東約71キロメートル、ネルハの北約7キロメートルの位置にある。州最東端のコマルカ（郡）であるアハルキアにあり、トロクス司法管区の管轄下にある。「アンダルシアの白い村」のひとつである。「スペインで最も美しい村」に選ばれたこともある。

## ムーリッシュ・ムデハル地域
レコンキスタ前後にムーア人が居住した古い地域である。ムデハルの名前は、アラビア語で「残留者」を意味する「ムダッジャン」に由来し、キリスト教地域におけるアラブ人の建築様式を表している。この地域は、花をきらやかに身に纏った白い家を横切る、丸石を敷いた急峻で曲がりくねった路地で構成されている。

## 文化
毎年8月最後の3日間、フリヒリアーナでは、地域のキリスト教徒、ムスリム、ユダヤ教徒の伝統の歴史的融合と共存を祝うフリヒリアナ3つの文化の祭り （Festival Frigiliana 3 Culturas）が開催される。
フリヒリアーナはクリスティ・ムーアによる有名なアイルランドの歌'Lisdoonvarna'においてこのように言及されている。
"Summer comes around each year,
We go there and they come here.
Some jet off to … Frijiliana,
But I always go to Lisdoonvarna."